# Associazione Calcio Legnano 1965-1966
Questa pagina raccoglie le informazioni riguardanti l'Associazione Calcio Legnano nelle competizioni ufficiali della stagione 1965-1966.

## Stagione

Domenico Parola, al Legnano dal 1961 al 1966

Dopo l'anonimo campionato della stagione precedente, che è stato causato dal pessimo rendimento del reparto offensivo, il calciomercato è indirizzato all'acquisto di attaccanti. In particolare, sono tesserati gli attaccanti Gianni Marchiol e Giovanni Brenna, oltre che i difensori Giancarlo Amadeo e Luciano Bosco e il centrocampista Norberto Mascheroni. Sul fronte delle cessioni sono venduti il difensore Luigi Pogliana e gli attaccanti Giorgio De Giuliani e Attilio Pellegris, acquistati appena un anno prima. Altra perdita è Luciano Sassi, che si ritira dal calcio giocato dopo 14 anni di militanza nei Lilla.
La stagione 1965-66, disputata nel girone A della Serie C, permette al Legnano di lottare nell'alta classifica fino a cinque giornate dalla fine, quando una flessione fa chiudere ai Lilla il campionato all'8º posto a 36 punti, nove meno del Savona capolista e promosso in Serie B.

## Divise
| Casa |

## Organigramma societario
Area direttiva
- Presidente: Augusto Terreni

Area tecnica
- Allenatore: Luciano Lupi

## Rosa
| N. |                   | Ruolo | Calciatore               |
| -- | ----------------- | ----- | ------------------------ |
|    | Italia (bandiera) | D     | Giancarlo Amadeo         |
|    | Italia (bandiera) | D     | Giancarlo Biassoni       |
|    | Italia (bandiera) | D     | Luciano Bosco            |
|    | Italia (bandiera) | A     | Giovanni Brenna          |
|    | Italia (bandiera) | A     | Martino Brivio           |
|    | Italia (bandiera) | P     | Pier Giorgio Castellazzi |
|    | Italia (bandiera) | C     | Luigi Farina             |
|    | Italia (bandiera) | D     | Adelmo Ferrari           |
|    | Italia (bandiera) | C     | Natale Lamera            |

| N. |                   | Ruolo | Calciatore           |
| -- | ----------------- | ----- | -------------------- |
|    | Italia (bandiera) | C     | Francesco Malvestiti |
|    | Italia (bandiera) | A     | Gianni Marchiol      |
|    | Italia (bandiera) | C     | Norberto Mascheroni  |
|    | Italia (bandiera) | C     | Domenico Parola      |
|    | Italia (bandiera) | C     | Pietro Peiti         |
|    | Italia (bandiera) | A     | Oreste Perego        |
|    | Italia (bandiera) | A     | Giuseppe Pirola      |
|    | Italia (bandiera) | D     | Abramo Rossetti      |
|    | Italia (bandiera) | D     | Riccardo Talarini    |

## Risultati

### Serie C (Girone A)

#### Girone d'andata
| Arbitro: | Castoldi (Genova) |

|                |           |  |
| Invernizzi 22’ | Marcatori |  |

| Arbitro: | Lo Giudice (Torino) |

|            |           |                    |
| Brenna 10’ | Marcatori | 16’, 23’ Ciclitira |

| Arbitro: | Ghetti (Modena) |

|            |           |  |
| Braida 83’ | Marcatori |  |

| Arbitro: | Caligaris (Alessandria) |

|                         |           |  |
| Lamera 71’ Marchiol 82’ | Marcatori |  |

| Arbitro: | Valagussa (Lecco) |

|  |           |            |
|  | Marcatori | 85’ Brenna |

| Legnano 24 ottobre 1965 6ª giornata | Legnano               | 0 – 0 | Rapallo | Stadio Comunale\| Arbitro: \| Varnero (Alessandria) \| |
| Arbitro:                            | Varnero (Alessandria) |       |         |                                                        |

| Arbitro: | Bova (Genova) |

|              |           |  |
| D'Andrea 43’ | Marcatori |  |

| Arbitro: | Pfiffner (Torino) |

|            |           |  |
| Lamera 60’ | Marcatori |  |

| Arbitro: | Stagnoli (Bologna) |

|                                               |           |              |
| Ninni 29’, 88’ Menotti 37’ Magheri 61’ (rig.) | Marcatori | 77’ Marchiol |

| Arbitro: | Sorrentino (Roma) |

|            |           |            |
| Onesti 12’ | Marcatori | 60’ Brenna |

| Legnano 28 novembre 1965 11ª giornata | Legnano          | 0 – 0 | Triestina | Stadio Comunale\| Arbitro: \| Concina (Novara) \| |
| Arbitro:                              | Concina (Novara) |       |           |                                                   |

| Arbitro: | Beretta (Milano) |

|  |           |                         |
|  | Marcatori | Farina 33’ Marchiol 68’ |

| Arbitro: | Cardelli (Carrara) |

|            |           |  |
| Brenna 23’ | Marcatori |  |

| Como 19 dicembre 1965 14ª giornata | Como               | 0 – 0 | Legnano | Stadio Giuseppe Sinigaglia\| Arbitro: \| Capriccioli (Roma) \| |
| Arbitro:                           | Capriccioli (Roma) |       |         |                                                                |

| Arbitro: | Cattivello (Pozzuolo del Friuli) |

|                                    |           |  |
| Marchiol 41’ Brivio 52’ Parola 55’ | Marcatori |  |

| Mestre 9 gennaio 1966 16ª giornata | Mestrina          | 0 – 0 | Legnano | Stadio Francesco Baracca\| Arbitro: \| Manetti (Firenze) \| |
| Arbitro:                           | Manetti (Firenze) |       |         |                                                             |

| Legnano 16 gennaio 1966 17ª giornata | Legnano           | 0 – 0 | Marzotto Valdagno | Stadio Comunale\| Arbitro: \| Di Gioia (Torino) \| |
| Arbitro:                             | Di Gioia (Torino) |       |                   |                                                    |

#### Girone di ritorno
| Arbitro: | Moretto (San Donà di Piave) |

|                            |           |  |
| Brenna 22’, 56’ Parola 82’ | Marcatori |  |

| Monfalcone 30 gennaio 1966 19ª giornata | C.R.D.A. Monfalcone | 0 – 0 | Legnano | Stadio Cantieri riuniti dell'Adriatico\| Arbitro: \| Grava (Ivrea) \| |
| Arbitro:                                | Grava (Ivrea)       |       |         |                                                                       |

| Arbitro: | G. Levrero (Genova) |

|                         |           |                         |
| Marchiol 50’ Parola 72’ | Marcatori | 15’ De Cecco 83’ Braida |

| Arbitro: | Lavetti (Bergamo) |

|                 |           |                       |
| Dalle Crode 40’ | Marcatori | 21’ Farina 55’ Brivio |

| Legnano 20 febbraio 1966 22ª giornata | Legnano         | 0 – 0 | Piacenza | Stadio Comunale\| Arbitro: \| Torra (Voghera) \| |
| Arbitro:                              | Torra (Voghera) |       |          |                                                  |

| Arbitro: | Bianchi (Firenze) |

|                   |           |            |
| Parola 12’ (aut.) | Marcatori | 46’ Brivio |

| Legnano 6 marzo 1966 24ª giornata | Legnano           | 0 – 0 | Treviso | Stadio Comunale\| Arbitro: \| Cappelluti (Bari) \| |
| Arbitro:                          | Cappelluti (Bari) |       |         |                                                    |

| Arbitro: | A. Canova (Bologna) |

|                                   |           |  |
| Fazzi 39’ Corucci 69’ Taccola 81’ | Marcatori |  |

| Arbitro: | Ciulli (Roma) |

|            |           |             |
| Brenna 52’ | Marcatori | 46’ Magheri |

| Arbitro: | Sammicheli (Firenze) |

|              |           |  |
| Marchiol 79’ | Marcatori |  |

| Arbitro: | Cantelli (Firenze) |

|  |           |                                          |
|  | Marcatori | 17’ Brenna 28’ Mascheroni 55’ Malvestiti |

| Legnano 11 aprile 1966 29ª giornata | Legnano              | 0 – 0 | Trevigliese | Stadio Comunale\| Arbitro: \| Aldo Canova (Milano) \| |
| Arbitro:                            | Aldo Canova (Milano) |       |             |                                                       |

| Arbitro: | Gialluisi (Barletta) |

|                |           |  |
| Bartolomei 47’ | Marcatori |  |

| Arbitro: | De Marco (Torre del Greco) |

|              |           |            |
| Marchiol 42’ | Marcatori | 71’ Mognon |

| Arbitro: | Accomazzo (Vercelli) |

|                |           |           |
| Uzzecchini 35’ | Marcatori | 1’ Farina |

| Arbitro: | Fuschi (Pescara) |

|  |           |             |
|  | Marcatori | 38’ Tonello |

| Valdagno 22 maggio 1966 34ª giornata | Marzotto Valdagno   | 0 – 0 | Legnano | Stadio dei Fiori\| Arbitro: \| Vannucchi (Bologna) \| |
| Arbitro:                             | Vannucchi (Bologna) |       |         |                                                       |

## Statistiche

### Statistiche di squadra
| Competizione | Punti | Totale | Totale | Totale | Totale | Totale | Totale | DR |
| Competizione | Punti | G      | V      | N      | P      | Gf     | Gs     | DR |
| ------------ | ----- | ------ | ------ | ------ | ------ | ------ | ------ | -- |
| Serie C      | 36    | 34     | 10     | 16     | 8      | 28     | 22     | +6 |

### Statistiche dei giocatori
| Giocatore      | Serie C  | Serie C |
| Giocatore      | Presenze | Reti    |
| -------------- | -------- | ------- |
| G. Amadeo      | 21       | 0       |
| G. Biassoni    | 7        | 0       |
| L. Bosco       | 25       | 0       |
| G. Brenna      | 33       | 8       |
| M. Brivio      | 21       | 3       |
| P. Castellazzi | 34       | 0       |
| L. Farina      | 33       | 3       |
| A. Ferrari     | 13       | 0       |
| S. Lamera      | 34       | 2       |
| F. Malvestiti  | 8        | 1       |
| G. Marchiol    | 29       | 7       |
| N. Mascheroni  | 30       | 1       |
| D. Parola      | 33       | 3       |
| P. Peiti       | 14       | 0       |
| O. Perego      | 2        | 0       |
| G. Pirola      | 4        | 0       |
| A. Rossetti    | 2        | 0       |
| R. Talarini    | 31       | 0       |